# Монтанчес
Монтанчес (ісп. Montánchez) — муніципалітет в Іспанії, у складі автономної спільноти Естремадура, у провінції Касерес. Населення — 1979 осіб (2010).
Муніципалітет розташований на відстані близько 250 км на південний захід від Мадрида, 33 км на південний схід від Касереса.

## Демографія
Динаміка населення (INE ):

## Галерея зображень

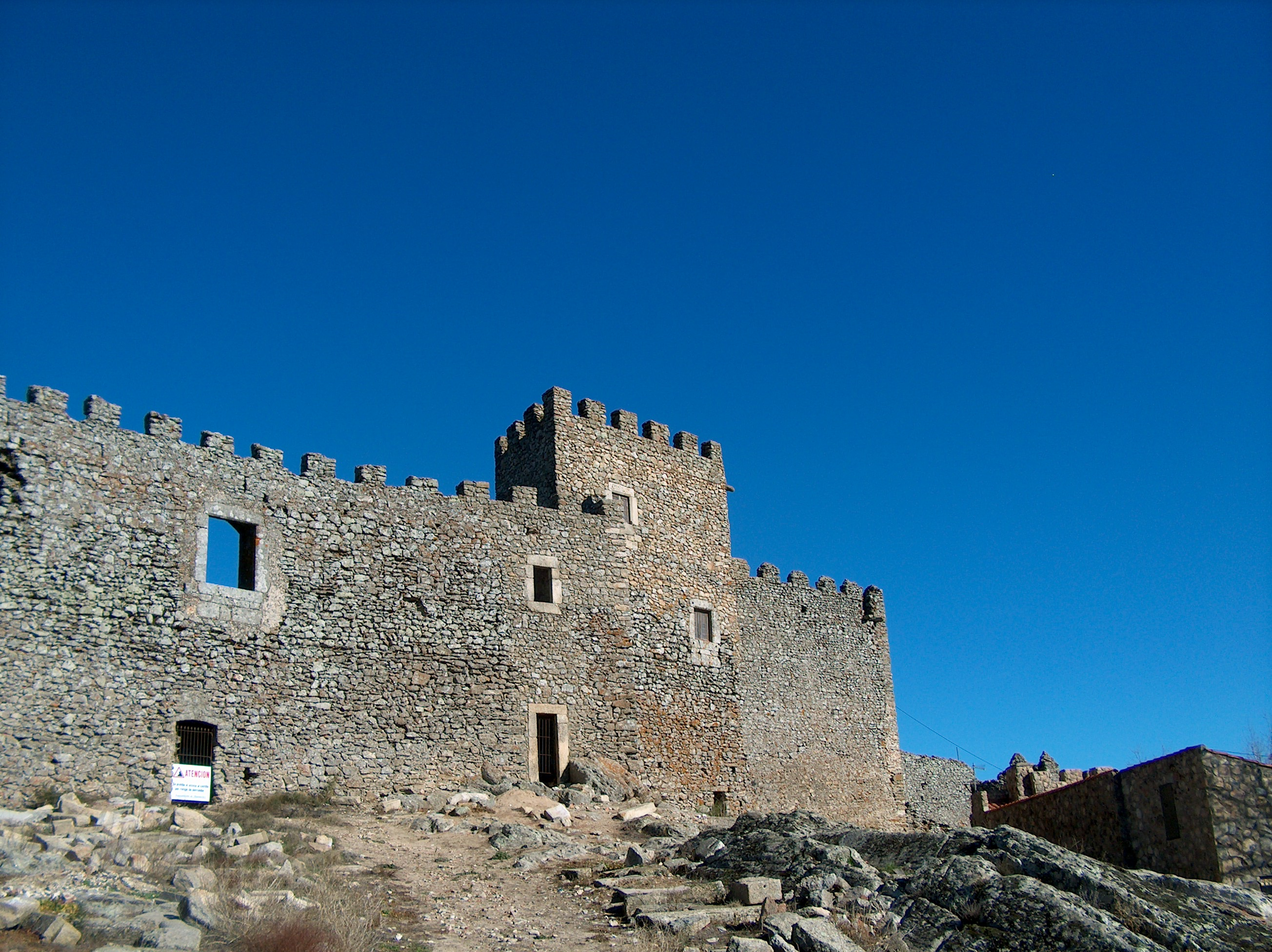
Замок у Монтанчесі